# Neope pulahina
Neope pulahina är en fjärilsart som beskrevs av Evans 1924. Neope pulahina ingår i släktet Neope och familjen praktfjärilar. Inga underarter finns listade i Catalogue of Life.